# Thierry Gillet
Pour les articles homonymes, voir Gillet.
Thierry Gillet (né le 20 décembre 1969) est un jockey français de haut niveau qui a remporté le Prix de l'Arc de Triomphe 2004 à bord de Bago, un cheval de course pur-sang qu'il monté lors de 14 de ses départs en carrière. En avril 2009, à 39 ans, Gillet  annonce sa retraite invoquant des problèmes de poids récurrents. Il a remporté 904 courses au cours de sa carrière.
En 2007, il remporte le Critérium de Saint-Cloud sur le poulain Full of Gold.

## Palmarès
- Critérium International, en 2001 et 2003.
- Prix de Pomone: (1993, 1994),(1996), (2000), (2001), (2004)
- Prix Ganay 2004 et 2005.
- Prix du Calvados, 1999 et 2003.
- Prix Minerve 1996 et 2002
- Prix Chloé 1997 et 1999
- Premio Mario Incisa della Rocchetta à Milan 1999 et 2001
- Prix Noailles 2008
- Grand Prix de Paris 2004
- Prix Vermeille 2004
- Prix Jean Romanet 2004
- Prix des Chênes 2003
- Prix de la Nonette 1999
- Prix de Seine-et-Oise 1999
- Prix Vanteaux 1999
- Prix du Lys 1998
- Prix de l'Arc de Triomphe 2004